# Liste des monuments historiques de Seine-et-Marne (est)
Cet article recense les monuments historiques de l'est de la Seine-et-Marne, en France.

## Liste
Cette liste comprend les communes des arrondissements de Meaux et Provins (est et nord du département).
Du fait du nombre de protections dans la seule commune de Provins, elle dispose d'une liste à part : voir la liste des monuments historiques de Provins.
| Monument                                                                       | Commune                   | Adresse                                                    | Coordonnées                      | Notice                        | Protection             | Date                | Illustration                                                 |
| ------------------------------------------------------------------------------ | ------------------------- | ---------------------------------------------------------- | -------------------------------- | ----------------------------- | ---------------------- | ------------------- | ------------------------------------------------------------ |
| Église Saint-Pierre d'Amillis                                                  | Amillis                   |                                                            | 48° 44′ 25″ nord, 3° 07′ 45″ est | « PA00086793 »                | Inscrit                | 1927                | Église Saint-Pierre d'Amillis                                |
| Église Saint-Étienne d'Augers-en-Brie                                          | Augers-en-Brie            |                                                            | 48° 40′ 47″ nord, 3° 21′ 23″ est | « PA00086801 »                | Classé                 | 1917                | Église Saint-Étienne d'Augers-en-Brie                        |
| Église de l’Assomption-et-Saint-Jean-Baptiste de Bannost                       | Bannost-Villegagnon       | Bannost                                                    | 48° 40′ 40″ nord, 3° 11′ 33″ est | « PA00086805 »                | Classé                 | 1923                | Église de l’Assomption-et-Saint-Jean-Baptiste de Bannost     |
| Église Sainte-Geneviève de Barcy                                               | Barcy                     |                                                            | 49° 01′ 03″ nord, 2° 52′ 51″ est | « PA00086808 »                | Classé                 | 1916                | Église Sainte-Geneviève de Barcy                             |
| Église Saint-Pierre de Beauchéry                                               | Beauchery-Saint-Martin    | Beauchéry                                                  | 48° 36′ 56″ nord, 3° 24′ 11″ est | « PA00086809 »                | Classé                 | 1944                | Église Saint-Pierre de Beauchéry                             |
| Pierre-Fitte                                                                   | Beautheil                 |                                                            | 48° 44′ 30″ nord, 3° 04′ 57″ est | « PA00086813 »                | Classé                 | 1889                | Pierre-Fitte                                                 |
| Église Saint-Loup-de-Troyes de Bellot                                          | Bellot                    |                                                            | 48° 51′ 26″ nord, 3° 19′ 05″ est | « PA00086814 »                | Inscrit                | 1926                | Église Saint-Loup-de-Troyes de Bellot                        |
| Église Saint-Pierre de Bernay                                                  | Bernay-Vilbert            |                                                            | 48° 40′ 36″ nord, 2° 56′ 16″ est | « PA00086815 »                | Classé Inscrit         | 1914 2009           | Église Saint-Pierre de Bernay                                |
| Église Saint-Denis de Beton-Bazoches                                           | Beton-Bazoches            |                                                            | 48° 42′ 07″ nord, 3° 14′ 42″ est | « PA00086816 »                | Classé                 | 1930                | Église Saint-Denis de Beton-Bazoches                         |
| Château de Bélou                                                               | Boutigny                  |                                                            | 48° 54′ 37″ nord, 2° 55′ 55″ est | « PA00087354 »                | Inscrit                | 1992                | Château de Bélou                                             |
| Église Sainte-Croix de Bray-sur-Seine                                          | Bray-sur-Seine            |                                                            | 48° 24′ 55″ nord, 3° 14′ 14″ est | « PA00086831 »                | Classé                 | 1945                | Église Sainte-Croix de Bray-sur-Seine                        |
| Halle de Bray-sur-Seine                                                        | Bray-sur-Seine            | Rue Taveau                                                 | 48° 24′ 58″ nord, 3° 14′ 11″ est | « PA77000012 »                | Inscrit                | 1998                | Halle de Bray-sur-Seine                                      |
| Maison                                                                         | Bray-sur-Seine            | 20 Grande-Rue                                              | 48° 24′ 56″ nord, 3° 14′ 19″ est | « PA00086833 »                | Inscrit                | 1929                | Maison                                                       |
| Maison de Jeanne d'Arc                                                         | Bray-sur-Seine            | 4 rue du Minage 10 rue des Remparts                        | 48° 25′ 01″ nord, 3° 14′ 12″ est | « PA00086834 »                | Inscrit                | 1928 1996           | Maison de Jeanne d'Arc                                       |
| Maison à pans de bois                                                          | Bray-sur-Seine            | Rue de l'Abreuvoir                                         | 48° 25′ 03″ nord, 3° 14′ 05″ est | « PA00086832 »                | Inscrit                | 1970                | Maison à pans de bois                                        |
| Croix de carrefour de La Brosse-Montceaux                                      | La Brosse-Montceaux       | À proximité de l'église                                    | 48° 20′ 28″ nord, 3° 01′ 27″ est | « PA00086838 »                | Inscrit                | 1946                | Croix de carrefour de La Brosse-Montceaux                    |
| Église Saint-Médard de Bussières                                               | Bussières                 |                                                            | 48° 55′ 20″ nord, 3° 14′ 06″ est | « PA00086841 »                | Inscrit                | 1930                | Église Saint-Médard de Bussières                             |
| Château de Monglas                                                             | Cerneux                   |                                                            | 48° 41′ 40″ nord, 3° 19′ 48″ est | « PA00087342 »                | Inscrit                | 1990                | Château de Monglas                                           |
| Église Saint-Brice de Cerneux                                                  | Cerneux                   |                                                            | 48° 41′ 38″ nord, 3° 20′ 39″ est | « PA00086848 »                | Inscrit                | 1926                | Église Saint-Brice de Cerneux                                |
| Église Saint-Médard de Chailly-en-Brie                                         | Chailly-en-Brie           | 2-6 Rue Saint-Médard                                       | 48° 47′ 23″ nord, 3° 07′ 28″ est | « PA00086851 »                | Inscrit                | 1930                | Église Saint-Médard de Chailly-en-Brie                       |
| Église Saint-Georges de Chalautre-la-Grande                                    | Chalautre-la-Grande       |                                                            | 48° 32′ 30″ nord, 3° 27′ 37″ est | « PA00086853 »                | Inscrit                | 1971                | Église Saint-Georges de Chalautre-la-Grande                  |
| Église Saint-Étienne de Chalmaison                                             | Chalmaison                | Place de l'Église                                          | 48° 28′ 58″ nord, 3° 15′ 05″ est | « PA00086854 »                | Classé                 | 1930                | Église Saint-Étienne de Chalmaison                           |
| Église Saint-Pierre-et-Saint-Paul de Chambry                                   | Chambry                   |                                                            | 48° 59′ 52″ nord, 2° 53′ 37″ est | « PA00086855 »                | Inscrit                | 1916                | Église Saint-Pierre-et-Saint-Paul de Chambry                 |
| Église Saint-Étienne de Chamigny                                               | Chamigny                  |                                                            | 48° 58′ 25″ nord, 3° 08′ 58″ est | « PA00086856 »                | Classé                 | 1981                | Église Saint-Étienne de Chamigny                             |
| Église Saint-Martin de Champcenest                                             | Champcenest               |                                                            | 48° 40′ 12″ nord, 3° 16′ 59″ est | « PA00086858 »                | Classé                 | 1917                | Église Saint-Martin de Champcenest                           |
| Borne fleurdelysée n°38 (La Chapelle-Saint-Sulpice)                            | La Chapelle-Saint-Sulpice | R.D. 619                                                   | 48° 33′ 34″ nord, 3° 10′ 31″ est | « PA00086865 »                | Classé                 | 1964                | Borne fleurdelysée n°38 (La Chapelle-Saint-Sulpice)          |
| Château du Ménillet                                                            | Les Chapelles-Bourbon     |                                                            | 48° 45′ 14″ nord, 2° 49′ 53″ est | « PA00086866 »                | Inscrit                | 1986                | Image manquante Téléverser                                   |
| Manoir de Beaumarchais                                                         | Les Chapelles-Bourbon     |                                                            | 48° 45′ 13″ nord, 2° 50′ 23″ est | « PA00135371 »                | Inscrit                | 1995                | Manoir de Beaumarchais                                       |
| Vestiges gallo-romains de Châteaubleau                                         | Châteaubleau              |                                                            | 48° 35′ 18″ nord, 3° 06′ 42″ est | « PA00086877 »                | Inscrit Classé Inscrit | 1969 1981 1983      | Vestiges gallo-romains de Châteaubleau                       |
| Château du Martroy                                                             | Chauconin-Neufmontiers    |                                                            | 48° 57′ 51″ nord, 2° 50′ 48″ est | « PA00086884 »                | Inscrit                | 1987                | Château du Martroy                                           |
| Église Saint-Saturnin de Chauconin                                             | Chauconin-Neufmontiers    |                                                            | 48° 57′ 58″ nord, 2° 50′ 32″ est | « PA00087347 »                | Inscrit                | 1991                | Église Saint-Saturnin de Chauconin                           |
| Grande tombe de Villeroy                                                       | Chauconin-Neufmontiers    | Route d'Auxy                                               | 48° 58′ 48″ nord, 2° 48′ 06″ est | « PA77000035 »                | Inscrit                | 12 juin 2018        | Grande tombe de Villeroy                                     |
| Abbaye de Jouy                                                                 | Chenoise                  |                                                            | 48° 38′ 50″ nord, 3° 12′ 21″ est | « PA00086888 »                | Classé                 | 1942                | Abbaye de Jouy                                               |
| Château de Chenoise                                                            | Chenoise                  |                                                            | 48° 36′ 51″ nord, 3° 11′ 42″ est | « PA00086889 »                | Inscrit                | 1931                | Château de Chenoise                                          |
| Église Saints-Pierre-et-Paul de Choisy-en-Brie                                 | Choisy-en-Brie            |                                                            | 48° 45′ 31″ nord, 3° 13′ 11″ est | « PA00086895 »                | Inscrit                | 1969                | Église Saints-Pierre-et-Paul de Choisy-en-Brie               |
| Église Saint-Pons de Citry                                                     | Citry                     |                                                            | 48° 58′ 12″ nord, 3° 14′ 13″ est | « PA00086896 »                | Inscrit                | 1930                | Église Saint-Pons de Citry                                   |
| Château du Gué à Tresmes                                                       | Congis-sur-Thérouanne     |                                                            | 49° 01′ 19″ nord, 2° 58′ 01″ est | « PA00086899 »                | Inscrit                | 1949                | Château du Gué à Tresmes                                     |
| Église Saint-Rémi de Congis-sur-Thérouanne                                     | Congis-sur-Thérouanne     | Rue du Moutier                                             | 49° 00′ 19″ nord, 2° 58′ 27″ est | « PA00086900 »                | Inscrit Classé         | 1949 1972           | Église Saint-Rémi de Congis-sur-Thérouanne                   |
| Usine élévatoire des eaux d'Isles-les-Meldeuses                                | Congis-sur-Thérouanne     |                                                            | 49° 00′ 04″ nord, 3° 00′ 00″ est | « PA00086901 »                | Inscrit Classé         | 1987 1992           | Usine élévatoire des eaux d'Isles-les-Meldeuses              |
| Église Saint-Georges de Couilly-Pont-aux-Dames                                 | Couilly-Pont-aux-Dames    |                                                            | 48° 53′ 05″ nord, 2° 51′ 37″ est | « PA00086902 »                | Classé                 | 1906                | Église Saint-Georges de Couilly-Pont-aux-Dames               |
| Église Saint-Martin de Coulombs-en-Valois                                      | Coulombs-en-Valois        |                                                            | 49° 04′ 05″ nord, 3° 07′ 32″ est | « PA00086903 »                | Classé                 | 1987                | Église Saint-Martin de Coulombs-en-Valois                    |
| Église Saint-Pierre de Vaux-sous-Coulombs                                      | Coulombs-en-Valois        |                                                            | 49° 06′ 07″ nord, 3° 08′ 00″ est | « PA00087311 »                | Classé                 | 1919                | Église Saint-Pierre de Vaux-sous-Coulombs                    |
| Colombier de Coulommes                                                         | Coulommes                 | Chemin Paré                                                | 48° 53′ 25″ nord, 2° 55′ 52″ est | « PA00086904 »                | Inscrit                | 1987                | Colombier de Coulommes                                       |
| Commanderie de Coulommiers                                                     | Coulommiers               |                                                            | 48° 49′ 26″ nord, 3° 05′ 40″ est | « PA00086906 »                | Classé                 | 1994                | Commanderie de Coulommiers                                   |
| Couvent des Capucins de Coulommiers                                            | Coulommiers               | Parc des Capucins                                          | 48° 48′ 36″ nord, 3° 05′ 15″ est | « PA00086905 »                | Classé                 | 1930                | Couvent des Capucins de Coulommiers                          |
| Prison de Coulommiers                                                          | Coulommiers               | Impasse Venet-Rotival                                      | 48° 48′ 45″ nord, 3° 05′ 10″ est | « PA77000002 »                | Inscrit                | 1996                | Prison de Coulommiers                                        |
| Théâtre municipal de Coulommiers                                               | Coulommiers               | Rue du Général-de-Gaulle                                   | 48° 48′ 43″ nord, 3° 05′ 04″ est | « PA00133013 »                | Inscrit                | 1994                | Théâtre municipal de Coulommiers                             |
| Château de La Grange-Bléneau                                                   | Courpalay                 |                                                            | 48° 39′ 42″ nord, 2° 56′ 56″ est | « PA00086910 »                | Inscrit                | 1942                | Château de La Grange-Bléneau                                 |
| Silo à grains de Courpalay                                                     | Courpalay                 | 22 rue Lafayette                                           | 48° 39′ 03″ nord, 2° 57′ 26″ est | « PA77000013 »                | Inscrit                | 1998                | Image manquante Téléverser                                   |
| Collégiale Notre-Dame de Crécy-la-Chapelle                                     | Crécy-la-Chapelle         |                                                            | 48° 51′ 29″ nord, 2° 55′ 35″ est | « PA00086915 »                | Classé                 | 1846                | Collégiale Notre-Dame de Crécy-la-Chapelle                   |
| Hôtel Grand-Jean de Lumière                                                    | Crécy-la-Chapelle         | 39 rue du Général-Leclerc                                  | 48° 51′ 30″ nord, 2° 54′ 41″ est | « PA00086916 »                | Inscrit                | 1984                | Hôtel Grand-Jean de Lumière                                  |
| Église Saint-Loup-de-Sens de La Croix-en-Brie                                  | La Croix-en-Brie          |                                                            | 48° 35′ 36″ nord, 3° 04′ 35″ est | « PA00086918 »                | Inscrit                | 1963                | Église Saint-Loup-de-Sens de La Croix-en-Brie                |
| Château de Gesvres-le-Duc                                                      | Crouy-sur-Ourcq           |                                                            | 49° 04′ 28″ nord, 3° 03′ 25″ est | « PA00086919 »                | Classé Inscrit         | 1975                | Château de Gesvres-le-Duc                                    |
| Château du Houssoy                                                             | Crouy-sur-Ourcq           |                                                            | 49° 05′ 29″ nord, 3° 03′ 51″ est | « PA00086920 »                | Inscrit Classé         | 1932 1962           | Château du Houssoy                                           |
| Église Saint-Cyr-et-Sainte-Julitte de Crouy-sur-Ourcq                          | Crouy-sur-Ourcq           |                                                            | 49° 05′ 29″ nord, 3° 04′ 34″ est | « PA00086921 »                | Classé                 | 1919                | Église Saint-Cyr-et-Sainte-Julitte de Crouy-sur-Ourcq        |
| Église Sainte-Geneviève de Cucharmoy                                           | Cucharmoy                 |                                                            | 48° 34′ 57″ nord, 3° 11′ 35″ est | « PA00086922 »                | Classé                 | 1983                | Église Sainte-Geneviève de Cucharmoy                         |
| Église Notre-Dame de Dammartin-en-Goële                                        | Dammartin-en-Goële        |                                                            | 49° 03′ 16″ nord, 2° 40′ 52″ est | « PA00086924 »                | Classé                 | 1939                | Église Notre-Dame de Dammartin-en-Goële                      |
| Église Saint-Jean-Baptiste de Dammartin-en-Goële                               | Dammartin-en-Goële        |                                                            | 49° 03′ 15″ nord, 2° 40′ 38″ est | « PA00086925 »                | Inscrit                | 1926                | Église Saint-Jean-Baptiste de Dammartin-en-Goële             |
| Obélisque de Villeneuve-le-Comte                                               | Dammartin-sur-Tigeaux     |                                                            | 48° 47′ 30″ nord, 2° 52′ 09″ est | « PA00086926 »                | Classé                 | 1921                | Obélisque de Villeneuve-le-Comte                             |
| Église Notre-Dame-de-la-Nativité de Donnemarie-en-Montois                      | Donnemarie-Dontilly       | Donnemarie                                                 | 48° 28′ 44″ nord, 3° 07′ 57″ est | « PA00086929 »                | Classé                 | 1846 1921           | Église Notre-Dame-de-la-Nativité de Donnemarie-en-Montois    |
| Église Saint-Pierre-et-Saint-Paul de Dontilly                                  | Donnemarie-Dontilly       | Dontilly                                                   | 48° 28′ 31″ nord, 3° 07′ 41″ est | « PA00086930 »                | Classé                 | 1930                | Église Saint-Pierre-et-Saint-Paul de Dontilly                |
| Four à chaux de Donnemarie-Dontilly                                            | Donnemarie-Dontilly       |                                                            | 48° 29′ 01″ nord, 3° 08′ 19″ est | « PA00086931 »                | Inscrit                | 1931                | Four à chaux de Donnemarie-Dontilly                          |
| Église Saint-Martin de Doue                                                    | Doue                      |                                                            | 48° 52′ 07″ nord, 3° 10′ 02″ est | « PA00086936 »                | Classé                 | 1922                | Église Saint-Martin de Doue                                  |
| Château de Fontaine-les-Nonnes                                                 | Douy-la-Ramée             |                                                            | 49° 03′ 00″ nord, 2° 53′ 16″ est | « PA00086937 »                | Classé                 | 1931                | Château de Fontaine-les-Nonnes                               |
| Église Saint-Jean-Porte-Latine de Douy-la-Ramée                                | Douy-la-Ramée             |                                                            | 49° 04′ 00″ nord, 2° 53′ 01″ est | « PA00086938 »                | Inscrit                | 1926                | Église Saint-Jean-Porte-Latine de Douy-la-Ramée              |
| Abbaye de Preuilly                                                             | Égligny                   |                                                            | 48° 26′ 46″ nord, 3° 06′ 42″ est | « PA00086943 »                | Classé                 | 2004                | Abbaye de Preuilly                                           |
| Église Saint-Martin Saint-Félicien d'Égligny                                   | Égligny                   |                                                            | 48° 25′ 36″ nord, 3° 07′ 13″ est | « PA00086944 »                | Inscrit                | 1926                | Église Saint-Martin Saint-Félicien d'Égligny                 |
| Pont de la Libération                                                          | Esbly                     | R.D. 5                                                     | 48° 54′ 42″ nord, 2° 48′ 55″ est | « PA00086950 »                | Inscrit                | 1965                | Pont de la Libération                                        |
| Château d'Esmans                                                               | Esmans                    |                                                            | 48° 21′ 02″ nord, 2° 58′ 30″ est | « PA00086951 »                | Inscrit                | 1946                | Château d'Esmans                                             |
| Église Notre-Dame-de-l'Assomption d'Esmans                                     | Esmans                    |                                                            | 48° 20′ 56″ nord, 2° 58′ 33″ est | « PA00086952 »                | Inscrit                | 1930                | Église Notre-Dame-de-l'Assomption d'Esmans                   |
| Église Saint-Jean-Baptiste d'Étrépilly                                         | Étrépilly                 |                                                            | 49° 02′ 02″ nord, 2° 55′ 51″ est | « PA00086953 »                | Inscrit                | 1979                | Église Saint-Jean-Baptiste d'Étrépilly                       |
| Église Sainte-Fare de Faremoutiers                                             | Faremoutiers              |                                                            | 48° 48′ 05″ nord, 2° 59′ 53″ est | « PA00086955 »                | Classé                 | 1984                | Église Sainte-Fare de Faremoutiers                           |
| Ancienne église du prieuré Saint-Martin de La Ferté-Gaucher                    | La Ferté-Gaucher          | Rue du Prieuré                                             | 48° 46′ 49″ nord, 3° 18′ 32″ est | « PA77000021 »                | Inscrit                | 2004                | Ancienne église du prieuré Saint-Martin de La Ferté-Gaucher  |
| Église Saint-Jacques de Fontains                                               | Fontains                  |                                                            | 48° 31′ 36″ nord, 3° 00′ 06″ est | « PA00087005 »                | Inscrit                | 1926                | Église Saint-Jacques de Fontains                             |
| Château du duc d'Épernon                                                       | Fontenay-Trésigny         | 1 rue Jehan-de-Brie                                        | 48° 42′ 22″ nord, 2° 51′ 43″ est | « PA00087006 »                | Classé Inscrit         | 1963 1991           | Château du duc d'Épernon                                     |
| Château royal du Vivier                                                        | Fontenay-Trésigny         |                                                            | 48° 41′ 10″ nord, 2° 50′ 56″ est | « PA00087348 »                | Classé                 | 1996                | Château royal du Vivier                                      |
| Église Saint-Martin de Fontenay-Trésigny                                       | Fontenay-Trésigny         |                                                            | 48° 42′ 27″ nord, 2° 51′ 45″ est | « PA00087349 »                | Inscrit                | 1991                | Église Saint-Martin de Fontenay-Trésigny                     |
| Fontaine Morin                                                                 | Fontenay-Trésigny         |                                                            | 48° 42′ 26″ nord, 2° 51′ 45″ est | « PA00087350 »                | Inscrit                | 1991                | Fontaine Morin                                               |
| Moulin Choix                                                                   | Gastins                   |                                                            | 48° 37′ 39″ nord, 3° 01′ 14″ est | « PA00087008 »                | Classé                 | 1970                | Moulin Choix                                                 |
| Ancienne maison de plaisance du Baron et domaine connexe dit « des Terrasses » | Germigny-l'Évêque         | 10 rue Saint-Fiacre                                        | à géolocaliser                   | « PA77000029 »                | Inscrit                | 2015                | Image manquante Téléverser                                   |
| Château de Flamboin                                                            | Gouaix                    |                                                            | 48° 28′ 13″ nord, 3° 17′ 15″ est | « PA00087010 »                | Inscrit                | 1932                | Image manquante Téléverser                                   |
| Église Saint-Germain-de-Paris de La Grande-Paroisse                            | La Grande-Paroisse        |                                                            | 48° 22′ 51″ nord, 2° 54′ 12″ est | « PA00087012 »                | Inscrit                | 1926                | Église Saint-Germain-de-Paris de La Grande-Paroisse          |
| Obélisque de la Reine                                                          | La Grande-Paroisse        |                                                            | 48° 21′ 41″ nord, 2° 51′ 55″ est | « PA00087011 »                | Inscrit                | 1926                | Obélisque de la Reine                                        |
| Site archéologique de Pincevent                                                | La Grande-Paroisse        |                                                            | 48° 22′ 05″ nord, 2° 53′ 36″ est | « PA00087013 »                | Classé                 | 1988                | Site archéologique de Pincevent                              |
| Oppidum de Grisy-sur-Seine                                                     | Grisy-sur-Seine           |                                                            | 48° 26′ 08″ nord, 3° 18′ 42″ est | « PA00087023 »                | Inscrit                | 1970                | Oppidum de Grisy-sur-Seine                                   |
| Église Saint-Jacques (vestiges) de Gurcy-le-Châtel                             | Gurcy-le-Châtel           |                                                            | 48° 28′ 19″ nord, 3° 05′ 10″ est | « PA00087028 »                | Inscrit                | 1931                | Église Saint-Jacques (vestiges) de Gurcy-le-Châtel           |
| Château de La Houssaye-en-Brie                                                 | La Houssaye-en-Brie       | Place du Maréchal-Augereau                                 | 48° 45′ 11″ nord, 2° 52′ 18″ est | « PA77000016 »                | Inscrit                | 1999                | Château de La Houssaye-en-Brie                               |
| Manoir du Limodin                                                              | La Houssaye-en-Brie       |                                                            | 48° 44′ 48″ nord, 2° 51′ 08″ est | « PA00087031 »                | Inscrit                | 1987                | Manoir du Limodin                                            |
| Pseudo-polissoir de Jaignes                                                    | Jaignes                   |                                                            | 48° 59′ 29″ nord, 3° 03′ 08″ est | « PA00087033 »                | Classé                 | 1909                | Pseudo-polissoir de Jaignes                                  |
| Château de Villeceaux                                                          | Jaulnes                   |                                                            | 48° 24′ 15″ nord, 3° 15′ 46″ est | « PA00087034 »                | Inscrit                | 1984                | Château de Villeceaux                                        |
| Église Saint-Pierre de Jaulnes                                                 | Jaulnes                   |                                                            | 48° 25′ 05″ nord, 3° 16′ 20″ est | « PA00087035 »                | Classé                 | 1931                | Église Saint-Pierre de Jaulnes                               |
| Abbaye Notre-Dame de Jouarre                                                   | Jouarre                   | 6 rue Montmorin Rue de la Tour-de-l'Abbaye Rue de l'Abbaye | 48° 55′ 36″ nord, 3° 07′ 55″ est | « PA00087037 »                | Classé Inscrit         | 1840 1980 1998      | Abbaye Notre-Dame de Jouarre                                 |
| Abbaye Notre-Dame de Jouarre : auditoire                                       | Jouarre                   | 1 place Auguste-Tinchant 2 rue de Montmorin                | 48° 55′ 38″ nord, 3° 07′ 49″ est | « PA77000014 »                | Inscrit                | 1998                | Abbaye Notre-Dame de Jouarre : auditoire                     |
| Abbaye Notre-Dame de Jouarre : grenier                                         | Jouarre                   | 1 rue Jehan-de-Brie 1 rue de la Tour                       | 48° 55′ 34″ nord, 3° 07′ 49″ est | « PA77000015 »                | Inscrit                | 1998                | Abbaye Notre-Dame de Jouarre : grenier                       |
| Manoir-ferme de Nolongue (Jouarre)                                             | Jouarre                   |                                                            | 48° 51′ 59″ nord, 3° 06′ 09″ est | « PA00087038 »                | Inscrit                | 1937                | Manoir-ferme de Nolongue (Jouarre)                           |
| Croix de cimetière de Jouarre                                                  | Jouarre                   |                                                            | 48° 55′ 43″ nord, 3° 07′ 29″ est | « PA00087039 »                | Classé                 | 1862                | Croix de cimetière de Jouarre                                |
| Église Saints-Pierre-et-Paul de Jouarre                                        | Jouarre                   |                                                            | 48° 55′ 39″ nord, 3° 07′ 52″ est | « PA00087040 »                | Inscrit                | 1942                | Église Saints-Pierre-et-Paul de Jouarre                      |
| Église Saint-Aubin de Jouy-le-Châtel                                           | Jouy-le-Châtel            |                                                            | 48° 39′ 56″ nord, 3° 07′ 46″ est | « PA00087041 »                | Inscrit                | 1926                | Église Saint-Aubin de Jouy-le-Châtel                         |
| Église Saint-Pierre-Saint-Paul de Jouy-sur-Morin                               | Jouy-sur-Morin            |                                                            | 48° 47′ 41″ nord, 3° 16′ 20″ est | « PA00087042 »                | Inscrit                | 1927                | Église Saint-Pierre-Saint-Paul de Jouy-sur-Morin             |
| Église Saint-Laurent de Laval-en-Brie                                          | Laval-en-Brie             |                                                            | 48° 25′ 26″ nord, 2° 59′ 53″ est | « PA00087056 »                | Classé                 | 1908                | Église Saint-Laurent de Laval-en-Brie                        |
| Église Notre-Dame-de-la-Nativité de Lescherolles                               | Lescherolles              |                                                            | 48° 45′ 44″ nord, 3° 20′ 44″ est | « PA00087057 »                | Classé                 | 1979                | Église Notre-Dame-de-la-Nativité de Lescherolles             |
| Église Saint-Denis de Leudon-en-Brie                                           | Leudon-en-Brie            |                                                            | 48° 44′ 01″ nord, 3° 16′ 08″ est | « PA00087059 »                | Inscrit                | 1928                | Église Saint-Denis de Leudon-en-Brie                         |
| Église Saint-Georges de Lizines                                                | Lizines                   |                                                            | 48° 31′ 39″ nord, 3° 10′ 42″ est | « PA00087061 »                | Classé                 | 1913                | Église Saint-Georges de Lizines                              |
| Église Saint-Médard de Lizy-sur-Ourcq                                          | Lizy-sur-Ourcq            |                                                            | 49° 01′ 30″ nord, 3° 01′ 08″ est | « PA00087062 »                | Inscrit                | 1942                | Église Saint-Médard de Lizy-sur-Ourcq                        |
| Église Saint-Menge de Lourps                                                   | Longueville               | Lourps                                                     | 48° 30′ 33″ nord, 3° 13′ 43″ est | « PA00087063 »                | Classé                 | 1913                | Église Saint-Menge de Lourps                                 |
| Rotonde ferroviaire de Longueville                                             | Longueville               |                                                            | 48° 30′ 45″ nord, 3° 15′ 19″ est | « PA00087064 »                | Inscrit                | 1984                | Rotonde ferroviaire de Longueville                           |
| Château de Montaiguillon                                                       | Louan-Villegruis-Fontaine |                                                            | 48° 37′ 55″ nord, 3° 30′ 01″ est | « PA00087070 »                | Classé                 | 1875                | Château de Montaiguillon                                     |
| Église Notre-Dame-de-l'Assomption de Nesles-la-Gilberde                        | Lumigny-Nesles-Ormeaux    | Nesles-la-Gilberde 28 Grande-Rue                           | 48° 41′ 59″ nord, 2° 58′ 21″ est | « PA77000022 »                | Inscrit                | 2005                | Église Notre-Dame-de-l'Assomption de Nesles-la-Gilberde      |
| Église Saint-Martin de Landoy                                                  | Maison-Rouge              | Landoy                                                     | 48° 32′ 21″ nord, 3° 10′ 02″ est | « PA00087077 »                | Inscrit                | 1980                | Église Saint-Martin de Landoy                                |
| Église Saint-Hubert des Marêts                                                 | Les Marêts                |                                                            | 48° 40′ 15″ nord, 3° 18′ 50″ est | « PA00087079 »                | Classé                 | 1920                | Église Saint-Hubert des Marêts                               |
| Église Saint-Germain de Marles-en-Brie                                         | Marles-en-Brie            |                                                            | 48° 43′ 45″ nord, 2° 52′ 47″ est | « PA00087080 »                | Classé                 | 1922                | Église Saint-Germain de Marles-en-Brie                       |
| Lavoir de Marles-en-Brie                                                       | Marles-en-Brie            | Chemin rural no 2, dit « de la Voirie Charlot »            | 48° 43′ 56″ nord, 2° 52′ 54″ est | « PA77000028 » « PA77000033 » | Inscrit                | 2014                | Lavoir de Marles-en-Brie                                     |
| Château de Motteux                                                             | Marolles-sur-Seine        |                                                            | 48° 22′ 59″ nord, 2° 59′ 39″ est | « PA00087081 »                | Inscrit                | 1989                | Château de Motteux                                           |
| Château de Montesquiou                                                         | Mauperthuis               | Rue de Montesquiou                                         | 48° 46′ 02″ nord, 3° 02′ 00″ est | « PA00087352 »                | Inscrit Classé         | 1990 1991           | Image manquante Téléverser                                   |
| Colombier de Mauperthuis                                                       | Mauperthuis               | 7 place de la Fontaine                                     | 48° 46′ 03″ nord, 3° 02′ 11″ est | « PA00087082 »                | Inscrit                | 1983                | Colombier de Mauperthuis                                     |
| Église Saint-Pierre de Mauperthuis                                             | Mauperthuis               |                                                            | 48° 46′ 04″ nord, 3° 02′ 21″ est | « PA00087084 »                | Inscrit                | 1983 1996           | Église Saint-Pierre de Mauperthuis                           |
| Fontaine de Mauperthuis                                                        | Mauperthuis               | Place de la Fontaine                                       | 48° 46′ 02″ nord, 3° 02′ 14″ est | « PA00087085 »                | Inscrit                | 1969                | Fontaine de Mauperthuis                                      |
| Pyramide de Mauperthuis                                                        | Mauperthuis               | Rue de Montesquiou                                         | 48° 45′ 54″ nord, 3° 02′ 00″ est | « PA00087083 »                | Classé                 | 1988                | Pyramide de Mauperthuis                                      |
| Tour des Gardes (Montesquiou)                                                  | Mauperthuis               | Rue de Montesquiou                                         | 48° 45′ 54″ nord, 3° 02′ 00″ est | « PA00087083 »                | Inscrit                | 1989                | Image manquante Téléverser                                   |
| Église Notre-Dame-de-l'Assomption de May-en-Multien                            | May-en-Multien            |                                                            | 49° 04′ 27″ nord, 3° 01′ 40″ est | « PA00087086 »                | Classé                 | 1911                | Église Notre-Dame-de-l'Assomption de May-en-Multien          |
| Cathédrale Saint-Étienne de Meaux                                              | Meaux                     |                                                            | 48° 57′ 36″ nord, 2° 52′ 44″ est | « PA00087087 »                | Classé                 | 1840                | Cathédrale Saint-Étienne de Meaux                            |
| Chapelle Notre-Dame de Chaâge de Meaux                                         | Meaux                     | 20 rue de Chaâge                                           | 48° 57′ 49″ nord, 2° 52′ 48″ est | « PA77000011 »                | Inscrit                | 1998                | Chapelle Notre-Dame de Chaâge de Meaux                       |
| Église Saint-Christophe de Meaux                                               | Meaux                     | 26 rue du Grand-Cerf                                       | 48° 57′ 31″ nord, 2° 52′ 48″ est | « PA00087088 »                | Inscrit                | 1970                | Église Saint-Christophe de Meaux                             |
| Hôtel Macé de Montoury                                                         | Meaux                     | 38 rue Saint-Rémy                                          | 48° 57′ 36″ nord, 2° 52′ 35″ est | « PA00087089 »                | Inscrit                | 1987                | Hôtel Macé de Montoury                                       |
| Hôtel Marquelet de la Noue                                                     | Meaux                     | 6 rue des Vieux-Moulins                                    | 48° 57′ 35″ nord, 2° 52′ 38″ est | « PA00087090 »                | Inscrit                | 1978                | Hôtel Marquelet de la Noue                                   |
| Immeuble                                                                       | Meaux                     | 14 rue de la Cordonnerie                                   | 48° 57′ 33″ nord, 2° 52′ 45″ est | « PA00087091 »                | Inscrit                | 1934                | Immeuble                                                     |
| Monastère de la Visitation                                                     | Meaux                     | 41 rue du Chaâge (entrée : 54 rue Alfred Maury)            | 48° 57′ 58″ nord, 2° 52′ 48″ est | « PA00087092 »                | Inscrit                | 1934                | Monastère de la Visitation                                   |
| Mémorial américain de Meaux                                                    | Meaux                     | Route de Varreddes                                         | 48° 58′ 22″ nord, 2° 54′ 17″ est | « PA00087337 »                | Inscrit                | 1990                | Mémorial américain de Meaux                                  |
| Palais épiscopal de Meaux                                                      | Meaux                     | 1bis place Charles-de-Gaulle                               | 48° 57′ 39″ nord, 2° 52′ 43″ est | « PA00087093 »                | Classé                 | 1910 1984           | Palais épiscopal de Meaux                                    |
| Sanctuaire gallo-romain de la Bauve                                            | Meaux                     | Rue Jehan de Brie                                          | 48° 58′ 01″ nord, 2° 54′ 05″ est | « PA77000006 »                | Inscrit                | 1997                | Sanctuaire gallo-romain de la Bauve                          |
| Séminaire de Meaux                                                             | Meaux                     | Rue Saint-Rémy                                             | 48° 57′ 34″ nord, 2° 52′ 29″ est | « PA00087094 »                | Classé Inscrit         | 1913 1943           | Séminaire de Meaux                                           |
| Théâtre antique de Meaux                                                       | Meaux                     | 94 rue de Châage                                           | 48° 58′ 04″ nord, 2° 52′ 53″ est | « PA77000007 »                | Inscrit                | 1997                | Théâtre antique de Meaux                                     |
| Église Saint-Martin du Mesnil-Amelot                                           | Le Mesnil-Amelot          | Rue de Claye                                               | 49° 01′ 02″ nord, 2° 35′ 36″ est | « PA00087103 »                | Classé                 | 1911                | Église Saint-Martin du Mesnil-Amelot                         |
| Église Saint-Martin de Misy-sur-Yonne                                          | Misy-sur-Yonne            |                                                            | 48° 21′ 36″ nord, 3° 05′ 24″ est | « PA00087104 »                | Inscrit                | 1926                | Église Saint-Martin de Misy-sur-Yonne                        |
| Église Saint-Martin de Mitry-Mory                                              | Mitry-Mory                |                                                            | 48° 59′ 05″ nord, 2° 37′ 10″ est | « PA00087105 »                | Classé                 | 1973                | Église Saint-Martin de Mitry-Mory                            |
| Église Saint-Martin de Mons-en-Montois                                         | Mons-en-Montois           |                                                            | 48° 29′ 19″ nord, 3° 08′ 41″ est | « PA00087111 »                | Classé                 | 1922                | Église Saint-Martin de Mons-en-Montois                       |
| Château de Montceaux                                                           | Montceaux-lès-Meaux       | 2 rue de Lizy                                              | 48° 56′ 35″ nord, 2° 59′ 10″ est | « PA00087113 »                | Classé                 | 2005                | Château de Montceaux                                         |
| Église Saint-Germain de Montceaux-lès-Provins                                  | Montceaux-lès-Provins     | Rue de l'Église                                            | 48° 41′ 42″ nord, 3° 26′ 12″ est | « PA00087114 »                | Inscrit Classé         | 1926 1978           | Église Saint-Germain de Montceaux-lès-Provins                |
| Alignement des Sept Grès                                                       | Montereau-Fault-Yonne     |                                                            | 48° 23′ 34″ nord, 2° 56′ 01″ est | « PA00087118 »                | Classé                 | 1889                | Alignement des Sept Grès                                     |
| Caves Saint-Nicolas de Montereau-Fault-Yonne                                   | Montereau-Fault-Yonne     | Route de Paris                                             | 48° 23′ 24″ nord, 2° 57′ 28″ est | « PA00087355 »                | Inscrit                | 1992                | Caves Saint-Nicolas de Montereau-Fault-Yonne                 |
| Château de Montereau-Fault-Yonne                                               | Montereau-Fault-Yonne     |                                                            | 48° 23′ 16″ nord, 2° 57′ 37″ est | « PA00087116 »                | Inscrit                | 1946                | Château de Montereau-Fault-Yonne                             |
| Collégiale Notre-Dame de Montereau-Fault-Yonne                                 | Montereau-Fault-Yonne     |                                                            | 48° 23′ 12″ nord, 2° 57′ 29″ est | « PA00087117 »                | Classé                 | 1908                | Collégiale Notre-Dame de Montereau-Fault-Yonne               |
| Logis du Grand-Cerf de Montereau-Fault-Yonne                                   | Montereau-Fault-Yonne     | 1 rue des Changes                                          | 48° 23′ 14″ nord, 2° 57′ 21″ est | « PA00087119 »                | Inscrit                | 1946                | Logis du Grand-Cerf de Montereau-Fault-Yonne                 |
| Hospice de la Charité de Montereau-Fault-Yonne                                 | Montereau-Fault-Yonne     | 5 rue du Petit-Chaudron                                    | 48° 23′ 10″ nord, 2° 57′ 22″ est | « PA00087120 »                | Inscrit                | 1946                | Hospice de la Charité de Montereau-Fault-Yonne               |
| Maison                                                                         | Montereau-Fault-Yonne     | 6, 8 rue du Tripot                                         | à géolocaliser                   | « PA00087122 »                | Inscrit                | 1945                | Maison                                                       |
| Hostellerie de la Levrette de Montereau-Fault-Yonne                            | Montereau-Fault-Yonne     | 23 rue Port-des-Fossés                                     | 48° 23′ 18″ nord, 2° 57′ 11″ est | « PA00087121 »                | Inscrit                | 1946                | Hostellerie de la Levrette de Montereau-Fault-Yonne          |
| Prieuré Saint-Martin de Montereau-Fault-Yonne (ancien)                         | Montereau-Fault-Yonne     | Butte de Surville                                          | 48° 23′ 45″ nord, 2° 57′ 54″ est | « PA00087123 »                | Classé Inscrit         | 1979                | Prieuré Saint-Martin de Montereau-Fault-Yonne (ancien)       |
| Prison de Montereau-Fault-Yonne                                                | Montereau-Fault-Yonne     | Grande rue Saint-Maurice                                   | 48° 23′ 17″ nord, 2° 57′ 37″ est | « PA00087124 »                | Inscrit                | 1942                | Prison de Montereau-Fault-Yonne                              |
| Église Saint-Jacques de Montigny-le-Guesdier                                   | Montigny-le-Guesdier      |                                                            | 48° 22′ 59″ nord, 3° 15′ 16″ est | « PA00087129 »                | Inscrit                | 1931                | Église Saint-Jacques de Montigny-le-Guesdier                 |
| Grange dîmière de Malesherbes                                                  | Montigny-le-Guesdier      | 2 rue de la Queue-du-Loup                                  | 48° 23′ 01″ nord, 3° 15′ 17″ est | « PA77000008 »                | Inscrit                | 1997                | Grange dîmière de Malesherbes                                |
| Église Sainte-Geneviève de Montigny-Lencoup                                    | Montigny-Lencoup          |                                                            | 48° 27′ 09″ nord, 3° 03′ 40″ est | « PA00087130 »                | Inscrit                | 1927                | Église Sainte-Geneviève de Montigny-Lencoup                  |
| Obélisque de Villeneuve-le-Comte                                               | Mortcerf                  | R.N. 36                                                    | 48° 47′ 30″ nord, 2° 52′ 09″ est | « PA00087151 »                | Classé                 | 1921                | Obélisque de Villeneuve-le-Comte                             |
| Église Saint-Vincent de Moussy-le-Neuf                                         | Moussy-le-Neuf            |                                                            | 49° 03′ 51″ nord, 2° 36′ 15″ est | « PA00087152 »                | Classé                 | 1979                | Église Saint-Vincent de Moussy-le-Neuf                       |
| Église Saint-Martin de Moussy-le-Vieux                                         | Moussy-le-Vieux           | Rue de Paris                                               | 49° 02′ 45″ nord, 2° 37′ 29″ est | « PA00087153 »                | Inscrit                | 1980                | Église Saint-Martin de Moussy-le-Vieux                       |
| Église Sainte-Geneviève de Mouy-sur-Seine                                      | Mouy-sur-Seine            |                                                            | 48° 25′ 11″ nord, 3° 14′ 27″ est | « PA00087154 »                | Inscrit                | 1928                | Église Sainte-Geneviève de Mouy-sur-Seine                    |
| Église Saint-Martin-et-Saint-Magne de Nangis                                   | Nangis                    |                                                            | 48° 33′ 18″ nord, 3° 00′ 50″ est | « PA00087157 »                | Classé                 | 1989                | Église Saint-Martin-et-Saint-Magne de Nangis                 |
| Ferme de Nangis                                                                | Nangis                    |                                                            | 48° 33′ 18″ nord, 3° 00′ 49″ est | « PA00087158 »                | Inscrit                | 1963                | Ferme de Nangis                                              |
| Château de Nantouillet                                                         | Nantouillet               |                                                            | 49° 00′ 09″ nord, 2° 42′ 17″ est | « PA00087160 »                | Classé                 | 1862                | Château de Nantouillet                                       |
| Église Saint-Denis de Nantouillet                                              | Nantouillet               | Grande-Rue                                                 | 49° 00′ 05″ nord, 2° 42′ 14″ est | « PA00087161 »                | Classé                 | 1999                | Église Saint-Denis de Nantouillet                            |
| Château de Noyen                                                               | Noyen-sur-Seine           | Rue du Château                                             | 48° 27′ 15″ nord, 3° 21′ 11″ est | « PA00087182 »                | Classé Inscrit Classé  | 1960 1961 2008 2009 | Château de Noyen                                             |
| Manoir d'Ocquerre                                                              | Ocquerre                  |                                                            | 49° 02′ 17″ nord, 3° 03′ 20″ est | « PA00087183 »                | Inscrit                | 1933                | Manoir d'Ocquerre                                            |
| Église Notre-Dame d'Othis                                                      | Othis                     |                                                            | 49° 04′ 26″ nord, 2° 40′ 32″ est | « PA00087185 »                | Classé                 | 1875                | Église Notre-Dame d'Othis                                    |
| Église Saint-Ferréol-et-Saint-Maclou de Paroy                                  | Paroy                     |                                                            | 48° 28′ 59″ nord, 3° 11′ 36″ est | « PA00087191 »                | Classé                 | 1927                | Église Saint-Ferréol-et-Saint-Maclou de Paroy                |
| Église Sainte-Marie-Madeleine de Pécy                                          | Pécy                      |                                                            | 48° 39′ 19″ nord, 3° 04′ 45″ est | « PA00087192 »                | Classé Inscrit         | 1909 1969           | Église Sainte-Marie-Madeleine de Pécy                        |
| Église Saint-Victor du Plessis-Placy                                           | Le Plessis-Placy          |                                                            | 49° 03′ 14″ nord, 2° 59′ 20″ est | « PA00087194 »                | Inscrit                | 1986                | Église Saint-Victor du Plessis-Placy                         |
| Église Saint-Michel de Poigny (vestiges)                                       | Poigny                    |                                                            | 48° 32′ 18″ nord, 3° 16′ 39″ est | « PA00087351 »                | Inscrit                | 1991                | Église Saint-Michel de Poigny (vestiges)                     |
| Borne fleurdelysée n°34 (Rampillon)                                            | Rampillon                 | R.D. 619                                                   | 48° 33′ 53″ nord, 3° 02′ 39″ est | « PA00087251 »                | Classé                 | 1964                | Borne fleurdelysée n°34 (Rampillon)                          |
| Borne fleurdelysée n°35 (Rampillon)                                            | Rampillon                 | R.D. 619                                                   | 48° 33′ 47″ nord, 3° 04′ 14″ est | « PA00087251 »                | Classé                 | 1964                | Borne fleurdelysée n°35 (Rampillon)                          |
| Église Saint-Éliphe de Rampillon                                               | Rampillon                 |                                                            | 48° 33′ 02″ nord, 3° 03′ 58″ est | « PA00087252 »                | Classé                 | 1846                | Église Saint-Éliphe de Rampillon                             |
| Église Notre-Dame de Rozay-en-Brie                                             | Rozay-en-Brie             |                                                            | 48° 41′ 01″ nord, 2° 57′ 22″ est | « PA00087258 »                | Classé                 | 1862                | Église Notre-Dame de Rozay-en-Brie                           |
| Porte de Gironde                                                               | Rozay-en-Brie             |                                                            | 48° 41′ 04″ nord, 2° 57′ 35″ est | « PA00087259 »                | Classé                 | 1935                | Porte de Gironde                                             |
| Porte de Rome                                                                  | Rozay-en-Brie             |                                                            | 48° 40′ 54″ nord, 2° 57′ 34″ est | « PA00087260 »                | Classé                 | 1935                | Porte de Rome                                                |
| Église Saint-Martin de Sablonnières                                            | Sablonnières              |                                                            | 48° 52′ 32″ nord, 3° 17′ 44″ est | « PA00087264 »                | Inscrit                | 1986                | Église Saint-Martin de Sablonnières                          |
| Chapelle Sainte-Aubierge                                                       | Saint-Augustin            |                                                            | 48° 46′ 07″ nord, 3° 01′ 18″ est | « PA00087265 »                | Inscrit                | 1937                | Chapelle Sainte-Aubierge                                     |
| Obélisque de Saint-Augustin                                                    | Saint-Augustin            |                                                            | 48° 45′ 40″ nord, 3° 01′ 27″ est | « PA00087266 »                | Classé                 | 1972                | Obélisque de Saint-Augustin                                  |
| Menhir du Parc                                                                 | Saint-Brice               |                                                            | 48° 34′ 07″ nord, 3° 19′ 37″ est | « PA00087267 »                | Inscrit                | 1945                | Menhir du Parc                                               |
| Église Saint-Cyr-et-Sainte-Julitte de Saint-Cyr-sur-Morin                      | Saint-Cyr-sur-Morin       |                                                            | 48° 54′ 23″ nord, 3° 11′ 02″ est | « PA00087343 »                | Inscrit                | 1990                | Église Saint-Cyr-et-Sainte-Julitte de Saint-Cyr-sur-Morin    |
| Maladrerie de Closebarde                                                       | Sainte-Colombe            | Rue de Clauze-Barbe                                        | 48° 32′ 01″ nord, 3° 15′ 25″ est | « PA00087268 »                | Inscrit                | 1942                | Image manquante Téléverser                                   |
| Église Saint-Germain et Saint-Laurent de Saint-Germain-Laval                   | Saint-Germain-Laval       | Place de Verdun                                            | 48° 23′ 56″ nord, 2° 59′ 52″ est | « PA77000023 »                | Inscrit                | 2007                | Église Saint-Germain et Saint-Laurent de Saint-Germain-Laval |
| Église Saint-Loup de Saint-Loup-de-Naud                                        | Saint-Loup-de-Naud        |                                                            | 48° 32′ 10″ nord, 3° 12′ 33″ est | « PA00087270 »                | Classé                 | 1846                | Église Saint-Loup de Saint-Loup-de-Naud                      |
| Jardin de Violet Trefusis                                                      | Saint-Loup-de-Naud        |                                                            | 48° 32′ 12″ nord, 3° 12′ 35″ est | « PA77000030 »                | Inscrit                | 2016                | Image manquante Téléverser                                   |
| Haute Maison                                                                   | Saint-Loup-de-Naud        |                                                            | 48° 32′ 12″ nord, 3° 12′ 31″ est | « PA00087271 »                | Classé                 | 1990                | Haute Maison                                                 |
| Commanderie de Saint-Martin-des-Champs                                         | Saint-Martin-des-Champs   | Coutran                                                    | 48° 47′ 02″ nord, 3° 19′ 13″ est | « PA77000026 »                | Inscrit                | 2011                | Commanderie de Saint-Martin-des-Champs                       |
| Église Saint-Maxime de Saint-Mesmes                                            | Saint-Mesmes              |                                                            | 48° 59′ 06″ nord, 2° 41′ 41″ est | « PA00087274 »                | Classé                 | 1921                | Église Saint-Maxime de Saint-Mesmes                          |
| Église Saint-Pathus de Saint-Pathus                                            | Saint-Pathus              | Rue de l'Église                                            | 49° 04′ 12″ nord, 2° 48′ 02″ est | « PA77000024 »                | Inscrit                | 2007                | Église Saint-Pathus de Saint-Pathus                          |
| Église Saint-Siméon de Saint-Siméon                                            | Saint-Siméon              | Place de l'Église                                          | 48° 47′ 54″ nord, 3° 12′ 14″ est | « PA77000010 »                | Inscrit                | 1997                | Église Saint-Siméon de Saint-Siméon                          |
| Église Saint-Apolinaire de Salins                                              | Salins                    |                                                            | 48° 25′ 13″ nord, 3° 01′ 17″ est | « PA00087277 »                | Classé                 | 1906                | Église Saint-Apolinaire de Salins                            |
| Église Saint-Pierre de Sancy-lès-Provins                                       | Sancy-lès-Provins         | Rue de l'Église                                            | 48° 41′ 48″ nord, 3° 23′ 37″ est | « PA00087282 »                | Inscrit                | 1926                | Église Saint-Pierre de Sancy-lès-Provins                     |
| Église Saint-Denis de Savins                                                   | Savins                    |                                                            | 48° 30′ 36″ nord, 3° 12′ 04″ est | « PA00087284 »                | Inscrit                | 1926                | Église Saint-Denis de Savins                                 |
| Château de Sigy                                                                | Sigy                      |                                                            | 48° 28′ 49″ nord, 3° 10′ 25″ est | « PA00087286 »                | Inscrit                | 1984                | Château de Sigy                                              |
| Église Saint-Martin de Sourdun                                                 | Sourdun                   | Place de l'Église                                          | 48° 32′ 12″ nord, 3° 20′ 56″ est | « PA00087292 »                | Classé                 | 1971                | Église Saint-Martin de Sourdun                               |
| Prieuré de Sourdun                                                             | Sourdun                   | Place de l'Église                                          | 48° 32′ 13″ nord, 3° 20′ 58″ est | « PA00087293 »                | Classé                 | 1971                | Prieuré de Sourdun                                           |
| Église Saint-Donatien-et-Saint-Rogatien de Tancrou                             | Tancrou                   |                                                            | 48° 59′ 57″ nord, 3° 02′ 32″ est | « PA00087294 »                | Inscrit                | 1944                | Église Saint-Donatien-et-Saint-Rogatien de Tancrou           |
| Église Sainte-Geneviève                                                        | Trilbardou                |                                                            | 48° 56′ 38″ nord, 2° 48′ 17″ est | « PA77000032 »                | Inscrit                | 2016                | Église Sainte-Geneviève                                      |
| Usine élévatoire des eaux de Trilbardou                                        | Trilbardou                |                                                            | 48° 56′ 54″ nord, 2° 47′ 51″ est | « PA00087302 »                | Inscrit Classé         | 1987 1992           | Usine élévatoire des eaux de Trilbardou                      |
| Église Saint-Athaire                                                           | Ussy-sur-Marne            | 1bis rue de Lizy                                           | 48° 57′ 15″ nord, 3° 04′ 18″ est | « PA77000027 »                | Inscrit                | 2013                | Église Saint-Athaire                                         |
| Borne fleurdelysée n°36 (Vanvillé)                                             | Vanvillé                  | R.D. 619                                                   | 48° 33′ 41″ nord, 3° 05′ 48″ est | « PA00087304 »                | Classé                 | 1964                | Borne fleurdelysée n°36 (Vanvillé)                           |
| Église Saint-Lambert de Varennes-sur-Seine                                     | Varennes-sur-Seine        |                                                            | 48° 22′ 31″ nord, 2° 55′ 32″ est | « PA00087305 »                | Inscrit                | 1946                | Église Saint-Lambert de Varennes-sur-Seine                   |
| Église Saint-Arnoult de Varreddes                                              | Varreddes                 |                                                            | 49° 00′ 02″ nord, 2° 55′ 54″ est | « PA00087306 »                | Inscrit                | 1949                | Église Saint-Arnoult de Varreddes                            |
| Église Saint-Médard de Vaudoy-en-Brie                                          | Vaudoy-en-Brie            |                                                            | 48° 41′ 19″ nord, 3° 04′ 51″ est | « PA00087308 »                | Classé                 | 1921                | Église Saint-Médard de Vaudoy-en-Brie                        |
| Château de Launoy-Renault                                                      | Verdelot                  |                                                            | 48° 50′ 52″ nord, 3° 22′ 46″ est | « PA00087312 »                | Inscrit Inscrit        | 1986 2015           | Château de Launoy-Renault                                    |
| Église Saint-Crépin-Saint-Crépinien de Verdelot                                | Verdelot                  |                                                            | 48° 52′ 33″ nord, 3° 22′ 01″ est | « PA00087313 »                | Inscrit                | 1927                | Église Saint-Crépin-Saint-Crépinien de Verdelot              |
| Église Notre-Dame-de-l'Assomption de Villenauxe-la-Petite                      | Villenauxe-la-Petite      |                                                            | 48° 24′ 21″ nord, 3° 18′ 37″ est | « PA00087322 »                | Classé                 | 1930                | Église Notre-Dame-de-l'Assomption de Villenauxe-la-Petite    |
| Église Saint-Rémi de Villeneuve-sur-Bellot                                     | Villeneuve-sur-Bellot     |                                                            | 48° 51′ 42″ nord, 3° 20′ 29″ est | « PA00087326 »                | Inscrit                | 1926                | Église Saint-Rémi de Villeneuve-sur-Bellot                   |
| Église Saint-Blaise de Villeneuve-les-Bordes                                   | Villeneuve-les-Bordes     |                                                            | 48° 29′ 13″ nord, 3° 02′ 37″ est | « PA00087325 »                | Inscrit                | 1926                | Église Saint-Blaise de Villeneuve-les-Bordes                 |
| Église Notre-Dame-de-la-Nativité de Villeneuve-le-Comte                        | Villeneuve-le-Comte       |                                                            | 48° 48′ 52″ nord, 2° 49′ 50″ est | « PA00087323 »                | Classé                 | 1849                | Église Notre-Dame-de-la-Nativité de Villeneuve-le-Comte      |
| Obélisque de Villeneuve-le-Comte                                               | Villeneuve-le-Comte       | R.N. 36                                                    | 48° 47′ 30″ nord, 2° 52′ 09″ est | « PA00087324 »                | Classé                 | 1921                | Obélisque de Villeneuve-le-Comte                             |
| Église Saints-Cyr-et-Julitte de Vimpelles                                      | Vimpelles                 |                                                            | 48° 26′ 20″ nord, 3° 09′ 57″ est | « PA00087328 »                | Classé                 | 1982                | Église Saints-Cyr-et-Julitte de Vimpelles                    |
| Église Notre-Dame-de-l'Assomption de Voulton                                   | Voulton                   |                                                            | 48° 37′ 04″ nord, 3° 20′ 05″ est | « PA00087329 »                | Classé                 | 1840                | Église Notre-Dame-de-l'Assomption de Voulton                 |
| Borne fleurdelysée n°39 (Vulaines-lès-Provins)                                 | Vulaines-lès-Provins      | R.D. 619                                                   | 48° 33′ 33″ nord, 3° 12′ 10″ est | « PA00087332 »                | Classé                 | 1964                | Borne fleurdelysée n°39 (Vulaines-lès-Provins)               |